# Оттерсуик
Оттерсуик (англ. Otterswick) — деревня в юго-восточной части острова Йелл в архипелаге Шетландских островов.

## Этимология
Название деревни от английского otter- — выдра и -wick — маленький залив, бухта.

## География
Расположена на северо-западном берегу бухты Оттерс-Уик.

## Экономика
Через деревню проходит автодорога «B9081» которая соединяет вдоль восточного берега с деревней Мид-Йелл на севере и через деревню Барраво в деревню Улста на юго-западе.

## Достопримечательности
Одной из наиболее известных достопримечательностей Шетландских островов является «Белая женщина Оттерсвика» — гальюнная фигура, напоминающая о крушении немецкого судна «Бохус» в 1924 году.